# Richard L. Roudebush

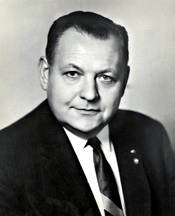
Richard L. Roudebush

Richard Lowell Roudebush (* 18. Januar 1918 bei Noblesville, Hamilton County, Indiana; † 28. Januar 1995) war ein US-amerikanischer Politiker. Zwischen 1961 und 1971 vertrat er den Bundesstaat Indiana im US-Repräsentantenhaus.

## Werdegang
Richard Roudebush besuchte die öffentlichen Schulen seiner Heimat und studierte danach bis 1941 an der Butler University in Indianapolis. Während des Zweiten Weltkrieges war er zwischen 1941 und 1944 Soldat der United States Army. Dabei war er im Nahen Osten, in Nordafrika und in Italien eingesetzt. Nach dem Krieg arbeitete er als Farmer und war Teilhaber einer Firma, die sich mit dem Viehhandel befasste. In den Jahren 1957 und 1958 fungierte Roudebush als Leiter einer bundesweiten Organisation für Kriegsveteranen; von 1954 bis 1960 war er Vorsitzender der Veteranenkommission des Staates Indiana.
Politisch war Roudebush Mitglied der Republikanischen Partei. Bei den Kongresswahlen des Jahres 1960 wurde er im sechsten Wahlbezirk von Indiana in das US-Repräsentantenhaus in Washington, D.C. gewählt, wo er am 3. Januar 1961 die Nachfolge von Fred Wampler antrat. Nach vier Wiederwahlen konnte er bis zum 3. Januar 1971 fünf Legislaturperioden im Kongress absolvieren. Zwischen 1967 und 1969 vertrat er den zehnten und seit 1969 den fünften Distrikt seines Staates. In diese Zeit fielen der Beginn des Vietnamkrieges und der Höhepunkt der Bürgerrechtsbewegung.
Im Jahr 1970 verzichtete Richard Roudebush auf eine erneute Kandidatur für das US-Repräsentantenhaus. Stattdessen bewarb er sich für den US-Senat, unterlag aber dem demokratischen Amtsinhaber Vance Hartke knapp mit einer Differenz von etwas mehr als 4000 Stimmen. Zwischen 1971 und 1977 leitete Roudebush als Nachfolger von Donald E. Johnson die Veterans Administration, eine Regierungsbehörde, aus der später das heutige Kriegsveteranenministerium entstand. Er starb am 28. Januar 1995.